# Дулі (округ, Джорджія)
Шаблон:StateAbbr_ 32°10′ пн. ш. 83°48′ зх. д. / 32.16° пн. ш. 83.8° зх. д.
Округ Дулі (англ. Dooly County) — округ (графство) у штаті Джорджія, США. Ідентифікатор округу 13093.

## Історія
Округ утворений 1921 року.

## Демографія
За даними перепису
2000 року
загальне населення округу становило 11525 осіб, зокрема міського населення було 2577, а сільського — 8948.
Серед мешканців округу чоловіків було 6025, а жінок — 5500. В окрузі було 3909 домогосподарств, 2767 родин, які мешкали в 4499 будинках.
Середній розмір родини становив 3,14.
Віковий розподіл населення поданий у таблиці:
| Стать    | До 15 років | 15-21 | 22-29 | 30-39 | 40-49 | 50-65 | 65-85 | Понад 85 |
| -------- | ----------- | ----- | ----- | ----- | ----- | ----- | ----- | -------- |
| Чоловіки | 1245        | 633   | 740   | 980   | 1011  | 908   | 454   | 54       |
| Жінки    | 1171        | 575   | 554   | 754   | 756   | 836   | 725   | 129      |

## Суміжні округи
- Х'юстон — північний схід
- Пуласкі — схід
- Вілкокс — південний схід
- Крісп — південь
- Самтер — захід
- Мейкон — північний захід

## Виноски
1. ↑  U.S. Decennial Census. United States Census Bureau. Архів оригіналу за 26 квітня 2015. Процитовано 22 червня 2014.
2. ↑  Historical Census Browser. University of Virginia Library. Архів оригіналу за 11 серпня 2012. Процитовано 22 червня 2014.
3. ↑  Population of Counties by Decennial Census: 1900 to 1990. United States Census Bureau. Архів оригіналу за 2 лютого 2019. Процитовано 22 червня 2014.
4. ↑  Census 2000 PHC-T-4. Ranking Tables for Counties: 1990 and 2000 (PDF). United States Census Bureau. Архів оригіналу (PDF) за 18 грудня 2014. Процитовано 22 червня 2014.
5. ↑  State & County QuickFacts. United States Census Bureau. Архів оригіналу за 7 червня 2011. Процитовано 15 лютого 2014.(англ.) Наведено за англійською вікіпедією.
6. ↑  American FactFinder. Бюро перепису населення США. Архів оригіналу за 21 травня 2008. Процитовано 31 січня 2008.

| США | Це незавершена стаття з географії США. Ви можете допомогти проєкту, виправивши або дописавши її. |